# Volujak
Il Volujak (in cirillico Волујак) è una montagna delle Alpi Dinariche, alta 2.337 m s.l.m.. Situata sul confine tra la Bosnia ed Erzegovina e il Montenegro, è la seconda montagna per altitudine della Bosnia ed Erzegovina e la sedicesima del Montenegro.

## Descrizione

Il Volujak appartiene al gruppo del Maglić (B18).

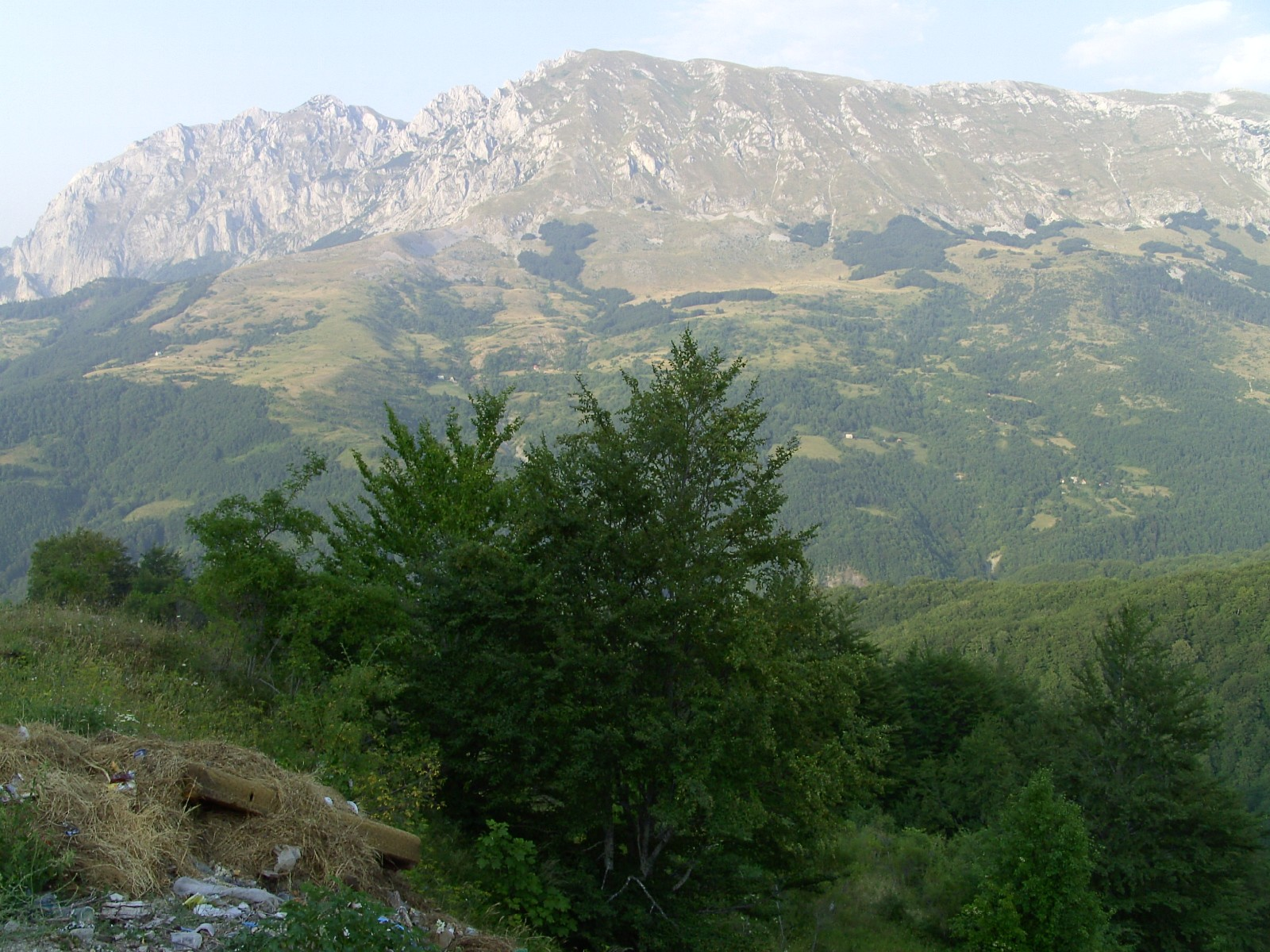
Il gruppo del Volujak.

Diviso tra i due stati, amministrativamente la montagna si trova nel comune bosniaco di Foča, nell'omonima regione, e in quello montenegrino di Plužine.
Morfologicamente il Volujak appartiene ad un gruppo montuoso che comprende anche i monti Maglić e Bioč, delimitato dai fiumi Sutjeska, Drina, Piva e Vrbnica, sul lato meridionale della valle Suhja.
Il gruppo del Volujak comprende le vette Volujak (2.337 m), Studenac (2.296 m), Badnjine (2.245 m) e Trnovački Durmitor (2.232 m). Alle pendici settentrionali del monte sorge il lago Trnovačko.
Dal punto di vista geologico, la montagna è formata da rocce sedimentarie secondarie e terziarie, prevalentemente calcari e dolomie.
Dalla cima del Volujak sono visibili le vette vicine: Maglić, il Veliko Vitao e il Durmitor. Essendo la montagna piuttosto remota, gli escursionisti devono essere preparati all'assenza di infrastrutture; per via della linea di confine che serpeggia nei pressi della montagna, i visitatori sono invitati ad avere il passaporto con sé nel corso delle escursioni.

## Toponomastica
Esistono diverse teorie circa la toponomastica del gruppo montuoso. Secondo alcuni, la parte meridionale del gruppo, inclusa la vetta Volujak e il Trnovački Durmitor, debbano essere considerati un gruppo a parte, denominato Vlasulja. Quindi la cima Studenac (2.296 m) diverrebbe il punto più alto del massiccio del Volujak.
Altri si riferiscono alla cima Volujak come Vlasulja, mentre letterature più recenti considerano l'intero gruppo montuoso come una sotto-catena delle Alpi Dinariche denominato Volujak.

## Fauna
In territorio bosniaco, la montagna è compresa nel parco nazionale di Sutjeska, mentre in Montenegro è in fase di studio e valutazione di fattibilità la creazione di un'area protetta simile e contigua a quella bosniaca.
Grazie ai regimi di tutela la zona è interessata da una fauna numerosa. Gli orsi sono molto comuni sulle pendici dei monti, come camosci e grandi uccelli come l'aquila reale e il falco pellegrino.
Passeggiando per i monti della zona è comune imbattersi in gruppi di cavalli non selvatici ma lasciati pascolare dai proprietari.

## Storia

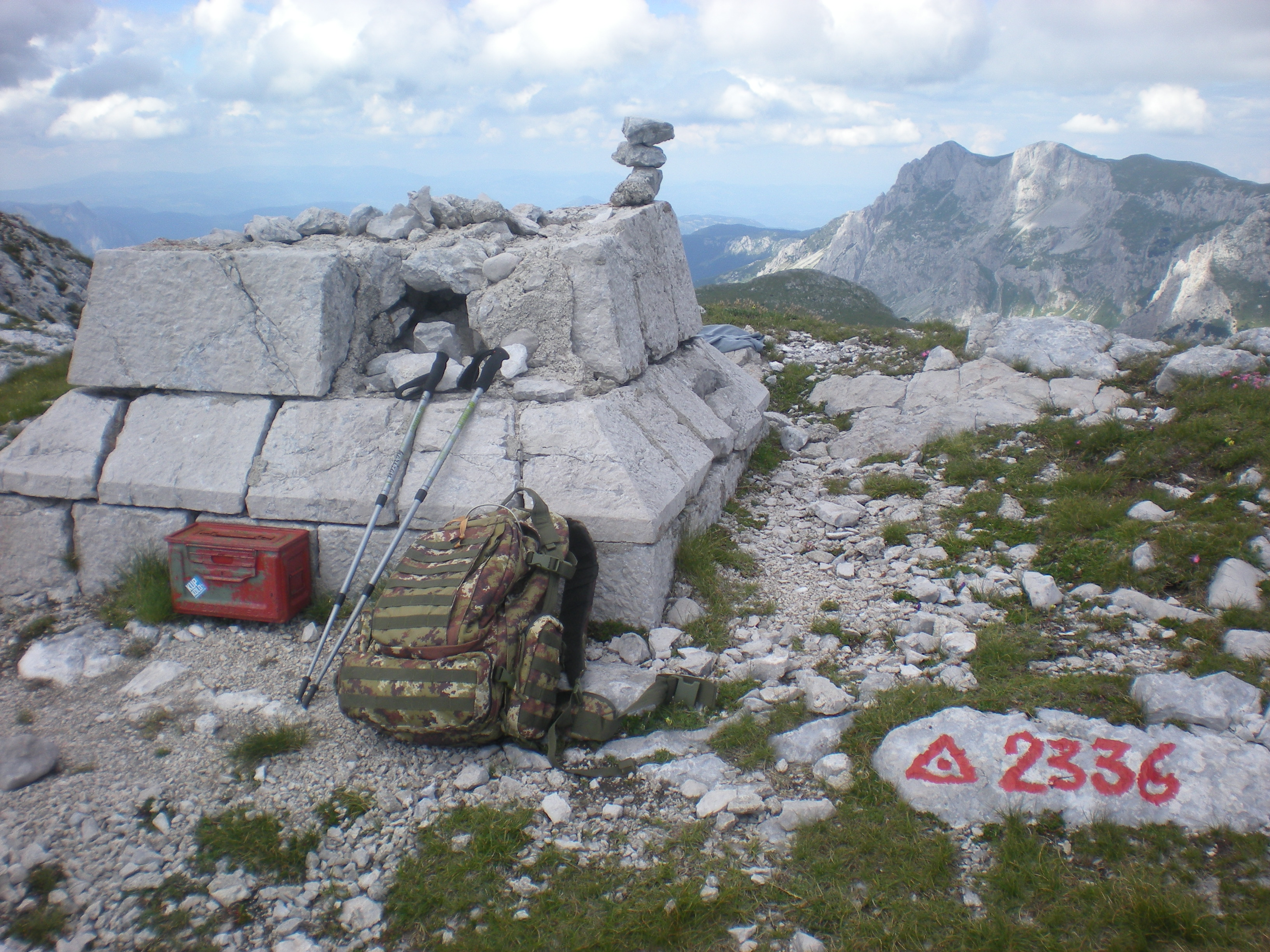
Il piedistallo sulla vetta del Volujak; sullo sfondo il Maglić.

Quando l'Impero austro-ungarico occupò la Bosnia dopo il congresso di Berlino del 1878, le montagne del Volujak divennero il confine tra l'Austria-Ungheria e l'Impero ottomano e per tale ragione sulla sommità venne installato uno strumento di triangolazione il cui piedistallo è ancora presente.
Durante il conflitto del 1992-1995 la zona del Volujak non fu mai direttamente interessato dall'attività bellica e la regione non presenta il rischio di presenza di mine che è molto comune in altre zone montuose e di confine della Bosnia ed Erzegovina.